# Vitālijs Dolgopolovs
Vitālijs Dolgopolovs (3 ottobre 1973) è un ex calciatore lettone.

## Carriera

### Club
Nel periodo in cui ha giocato in nazionale militava nel RAF Jelgava.

### Nazionale
Ha disputato un'unica partita con la nazionale lettone, nella Coppa del Baltico del 1996 contro l'Estonia, venendo sostituito al termine del primo tempo da Igors Stepanovs.

## Statistiche

### Cronologia presenze e reti in nazionale
| Cronologia completa delle presenze e delle reti in nazionale ― Lettonia | Cronologia completa delle presenze e delle reti in nazionale ― Lettonia | Cronologia completa delle presenze e delle reti in nazionale ― Lettonia | Cronologia completa delle presenze e delle reti in nazionale ― Lettonia | Cronologia completa delle presenze e delle reti in nazionale ― Lettonia | Cronologia completa delle presenze e delle reti in nazionale ― Lettonia | Cronologia completa delle presenze e delle reti in nazionale ― Lettonia | Cronologia completa delle presenze e delle reti in nazionale ― Lettonia |
| Data                                                                    | Città                                                                   | In casa                                                                 | Risultato                                                               | Ospiti                                                                  | Competizione                                                            | Reti                                                                    | Note                                                                    |
| ----------------------------------------------------------------------- | ----------------------------------------------------------------------- | ----------------------------------------------------------------------- | ----------------------------------------------------------------------- | ----------------------------------------------------------------------- | ----------------------------------------------------------------------- | ----------------------------------------------------------------------- | ----------------------------------------------------------------------- |
| 7-7-1996                                                                | Narva                                                                   | Estonia                                                                 | 1 – 1                                                                   | Lettonia                                                                | Coppa del Baltico 1996                                                  | -                                                                       | 24’ 45’                                                                 |
| Totale                                                                  |                                                                         | Presenze                                                                | 1                                                                       |                                                                         | Reti                                                                    | 0                                                                       |                                                                         |